# Pierre Klur
Pas d'image ? Cliquez ici

a Compétitions nationales et continentales officielles uniquement.

Dernière mise à jour le 30 octobre 2021.
Pierre Klur, né le 12 décembre 1987, est un joueur français de rugby à XV. Il occupe le poste d'arrière ou d'ailier.

## Carrière
Pierre Klur débute le rugby au sein du Paris université club (PUC). Il y reste durant une quinzaine d'années avant de rejoindre le centre de formation de l'USA Perpignan en Crabos jusqu'en espoirs. Il devient joueur professionnel au club de Provence rugby avant de rejoindre l'US Carcassonne. En 2013, il rejoint le Lille Métropole rugby, en Fédérale 1, où il se révèle véritablement. Lors de sa première année dans le Nord, il marque onze essais, étant le meilleur marqueur de la division avec son futur coéquipier à Montauban Yan Ruel-Gallay. Il prend part à la demi-finale d'accession à la Pro D2 perdue contre Montauban, où il est titulaire à l'arrière. L'année suivante, le LMR gagne sur le terrain sa promotion en Pro D2 en accédant à la finale de Fédérale 1, qu'il perd contre Aix (6-12). Après que le LMR se voit refuser sa montée en Pro D2 acquise sur le terrain, Klur débute une nouvelle page de sa carrière au Racing club Narbonne Méditerranée, notamment grâce à l'entraîneur australien narbonnais, Chris Whitaker.
Dans l'Aude, Pierre Klur participe en deux saisons à 35 matchs, dont 30 comme titulaire (2274 minutes jouées) durant la saison 2015-2016 et 2016-2017. Les entraîneurs de Montauban, Pierre-Philippe Lafond et Chris Whitaker, le font signer dans le Tarn-et-Garonne pour deux saisons. Il y retrouve notamment le pilier droit Benoit Zanon, son ancien coéquipier chez les Audois, dans le club qui vient de se hisser jusqu'en finale d'accession au Top 14 perdue contre Agen.
A Montauban, Pierre Klur se nourrit de la dynamique des Vert et Noir. Lors de sa première saison, il participe à 17 matchs dont 15 comme titulaire, et inscrit trois essais. Il participera au parcours de l'US Montauban, qui termine deuxième de la phase régulière avant de s'incliner contre Grenoble en demi-finale à Sapiac. Il apparaît toujours aussi régulièrement lors de sa deuxième saison en Tarn-et-Garonne, ce qui lui permet de prolonger pour deux ans à l'US Montauban, le liant avec le club désormais entraîné par Pierre-Philippe Lafond et Jean-Frédéric Dubois jusqu'en 2021. Lors des saisons 2019-2020 (arrêtée en mars à cause de la pandémie de Covid-19) et 2020-2021, il participe en moyenne à une dizaine de rencontres.

## Biographie
En parallèle de sa carrière de joueur de rugby professionnel, Pierre Klur intègre l'école de commerce Edhec, pour préparer sa reconversion professionnelle. Lors de la saison 2020-2021, il est alors étudiant en quatrième année dans l'école de référence basée à Roubaix[réf. nécessaire].